# Самійленко Віктор Васильович
Ві́ктор Васи́льович Самі́йленко (*19 березня 1941, Павлогірківка)

## Біографічні дані
Член Національної спілки художників України (з 1994 р.).
У 1966 р. закінчив Московське вище художньо-промислове училище, відділення підготовки майстрів художньої обробки металу. Його викладачами були А. Саржантов, О. Зотов, А. Короткевич. З 1966 р. працює художником-гравером художньо-виробничих майстерень Художнього фонду УРСР, з 1984 р. — скульптором. З 1986 р. бере участь у республіканських та всеукраїнських художніх виставках.

## Твори
Основні твори: «Флора» (1991), «Рубіж міцності»(1991), «Яничар» (1991), «Осіннє тепло» (1992), «Пам'ятник жертвам голодомору 1932–1933 рр. в селі Червона Кам'янка Олександрійського району» (1990–1992). Перевагу віддає скульптурі малих форм.
| українська персоналія | Це незавершена стаття про особу, що має стосунок до України. Ви можете допомогти проєкту, виправивши або дописавши її. |